# 昆陽郡
昆陽郡（コニャンぐん、곤양군）は現在の韓国慶尚南道泗川市西部の昆明面、昆陽面、西浦面の3面と河東郡南部海岸の辰橋面、金星面、金南面にあった郡である。

## 由来
古代に初めての記録上の名前は昆彌だった。鉄城・昆山ともいう。

## 歴史
- 三韓時代に軍彌国として知られた。
- 伽耶連盟に属し、浦上八国に加盟して狗邪韓国に対抗した。
- 三国時代に浦村県、新羅時代には河邑県に属した。河邑県の治所は今の河東郡辰橋面と推定される。

金星、金南面には省良県があった。河邑県と省良県は河東郡の領県だった。
- 1018年（顕宗9年） 昆明県に改名して晋州の属県となった。
- 1419年（世宗元年）南海県と合併し、昆南郡となった。
- 1437年（世宗19年）南海県と再分割され、晋州の金良部曲を編入し、昆陽となった。
- 1895年 二十三府制で行政区域が再編され、晋州府管轄の昆陽郡になり、翌年慶尚南道に編入された。
- 日本統治時代である1914年に日本による行政統廃合で河東郡と泗川郡に分割編入された。

## 1914年以降
| 朝鮮総督府令第111号 |              |                                                                        |
| 旧行政区画 | 新行政区画   | 新行政区画                                                             |
| 昆陽郡加利面탑동/가화동 일부/(진주군 축곡면)수거동 일부、검정동 일부、제방동/묵곡동 일부/환덕동 일부、검정동 일부/중항동、환덕동 일부/본촌동、갑사동/흥곡동/묵곡동 일부 | 泗川郡昆陽面 | 가화리、검정리、묵곡리、중항리、환덕리、흥사리                         |
| 昆陽郡東部面남문외동、대진동、동정동/서정동/사동 일부/(서부면)방천동 일부/맥사동 일부、성내동、포곡동/가전동/송정동                                                     | 泗川郡昆陽面 | 남문외리、대진리、서정리、성내리、송전리                               |
| 昆陽郡西部面금진동 일부、금진동 일부/내구동、원동/평촌동、맥사동 일부、외구동/방천동 일부/(양포면)오도동 일부/(동부면)사동 일부                                         | 泗川郡西浦面 | 금진리、내구리、무고리、맥사리、외구리                                 |
| 昆陽郡雨浦面구소동 일부/두리동、독소동/다맥동/구소동 일부、비토동、염전동/선창동、자혜동、조도동 일부/구랑동 일부                                                       | 泗川郡西浦面 | 구평리、다평리、비토리、선전리、자혜리、구랑리、조도리                 |
| 昆陽郡昆明面금성동 일부、본촌동 일부、조평동 일부/(진주군 축곡면)연향동 일부、정곡동/금성동 일부/(성방면)신흥동 일부                                                    | 泗川郡昆明面 | 금성리、본촌리、연평리、정곡리                                         |
| 昆陽郡城方面본촌동/우교동 일부、신흥동 일부、작팔동/우교동 일부 | 泗川郡昆明面 | 성방리、신흥리、작팔리                                                 |
| 昆陽郡草梁面봉계동/오천동、용동、조양리/평촌동、손량동/삼거리동 일부、추동                                                                                              | 泗川郡昆明面 | 봉계리、용산리、조장리、초량리、추천리                                 |
| 昆陽郡所谷面마곡동、삼정동、송림동/(성방면)우교동 일부、조동/은사동 | 泗川郡昆明面 | 마곡리、삼정리、송림리、은사리                                         |
| 昆陽郡金陽面삼천동/덕포동、영천동/계항동、대동동、진목동/금오동、대송동/곶치동、소송동/수문동/미법동、궁항동、광포동/명덕동/가인동、고포동/(하동군 마전면)사포동        | 河東郡金陽面 | 노량리、대치리、중평리、고룡리、양포리、안심리、술상리                 |
| 昆陽郡西面삼천동/덕포동、영천동/계항동、대동동、진목동/금오동、대송동/곶치동、소송동/수문동/미법동、궁항동、광포동/명덕동/가인동、고포동/(하동군 마전면)사포동          | 河東郡西面   | 덕천리、계천리、대도리、진정리、대송리、송문리、궁항리、가덕리、고포리 |

## 主な人物
- 鄭起龍 - 1562年、昆陽県仲坪（今の河東郡金南面仲坪里）出生、1622年三軍統制使として統営の陣中で殉職。

## 本貫姓氏
- 昆陽裵氏

## 同名地名
中国にも昆陽という地名がいくたかある。後漢時代に光武帝と王莽の間の昆陽の戦いが現在の河南省葉県である昆陽城で発生したという。今の中国の昆陽は、雲南省昆明市晋寧県昆陽鎮があるが、鄭和（1371～1434年）の出生地として知られている。一方、昆陽県が属する昆明市も、名前がこの昆陽郡の昔の名前の一つである昆明と同名である。ただし、これはすべて偶然の同名である。